# Gonzalve de Bourbon (1914-1934)
Pour les articles homonymes, voir Gonzalve de Bourbon.
Gonzalve de Bourbon (Gonzalo Manuel Maria Bernardo Narciso Alfonso Mauricio de Borbón y Battenberg), infant d'Espagne, né le 24 octobre 1914 au palais royal de Madrid, et décédé le 13 août 1934 à Pörtschach (Carinthie) en Autriche d'un accident d'automobile, est un membre de la famille royale d'Espagne.

## Biographie
Un membre de la maison de Bourbon, il était le dernier fils d'Alphonse XIII (1886-1941), roi d'Espagne depuis 1886, et de son épouse Victoire-Eugénie (1887-1969) de la maison de Battenberg issue d'une branche morganatique de la maison de Hesse. Il est né hémophile, maladie génétique héritée de sa mère, petite-fille de la reine Victoria. 
À sa naissance, Gonzalve fut titré infant d'Espagne par son père, dans le cadre de la monarchie constitutionnelle instituée par la Constitution de 1876. À la suite de la proclamation de la Seconde République, le 14 avril 1931, Alphonse XIII a dû quitter immédiatement le pays. La famille royale se rendit à Paris puis à l’hôtel Savoy d'Avon.
À partir de 1933, il étudie à l'Université catholique de Louvain, où il suit des cours à l'Institut agronomique. Il devient vice-président du Cercle agronomique (un cercle étudiant). 

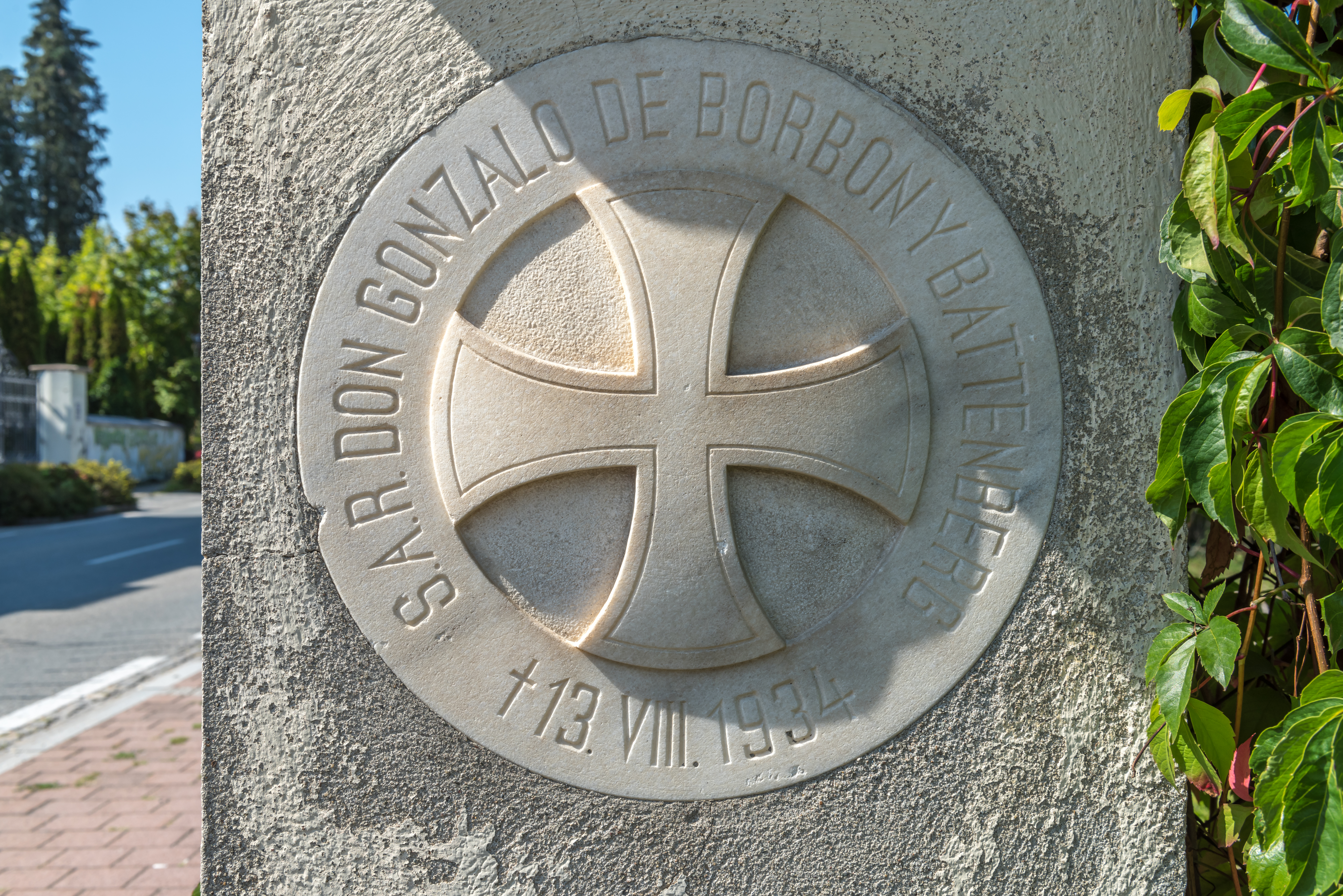
Monument sur le site de l'accident.

En 1934 il a passé l'été avec son père et ses frères et sœurs comme invité de la famille de Hoyos à Pörtschach sur le Wörthersee, en Autriche. Au soir du 12 août, Gonzalve et sa sœur Beatriz eurent un accident de voiture sur la rue de Krumpendorf. Il ne semblait pas être blessé, mais il meurt d'une hémorragie interne (aggravée par son hémophilie) quelques heures plus tard le matin du 13 août 1934. Son frère aîné, Alphonse de Bourbon, également hémophile, est mort dans les mêmes circonstances en 1938.
L'infant Gonzalve est inhumé dans le monastère de l'Escurial, au nord-ouest de Madrid.